# Hadrobregmus alternatus
Hadrobregmus alternatus är en skalbaggsart som först beskrevs av Henry Clinton Fall 1905.  Hadrobregmus alternatus ingår i släktet Hadrobregmus och familjen trägnagare. Inga underarter finns listade i Catalogue of Life.